# RAAF Base Tindal
RAAF Base Darwin – oddział Royal Australian Air Force. Umieszczona jest w miejscowości Katherine na Terytorium Północnym, używana także w celach cywilnych jako Katherine Tindal Airport. Została nazwana na cześć podpułkownika Archibalda R. Tindala. 
Baza powstała w drugiej połowie lat osiemdziesiątych na terenach rozbudowywanego od czasów II wojny światowej lotniska cywilnego.
Od lat osiemdziesiątych XX wieku w wyniku porozumienia władz cywilnych oraz wojskowych na terenie bazy został zbudowany pasażerski terminal znany jako Katherine Tindal Airport.

## Stacjonujące jednostki
- No. 75 Squadron,
- No. 44 Wing RAAF,
- No. 278 Squadron Detachment Tindal,
- No. 1 Air Terminal Squadron Detachment Tindal,
- No. 322 Combat Support Squadron,
- No. 3 Control and Reporting Unit RAAF.